# Weihersbrunnen (Thurnau)
Koordinaten: 49° 58′ 3,9″ N, 11° 22′ 53,1″ O
Der Weihersbrunnen ist eine als Naturdenkmal ausgewiesene Karstquelle bei Thurnau in der Fränkischen Schweiz in Oberfranken.

## Beschreibung

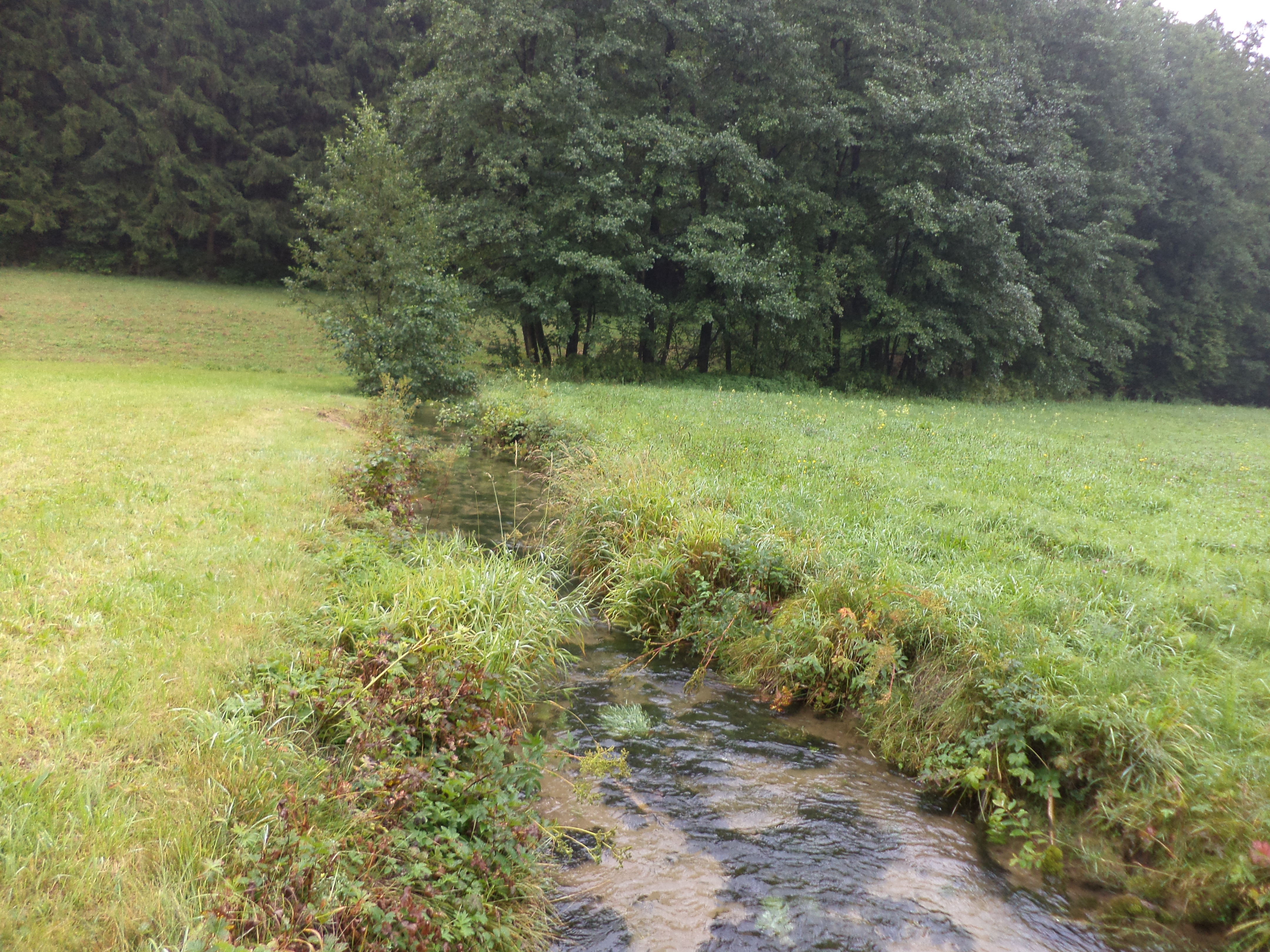
Der abfließende Bach läuft zur Lochau

Der Weihersbrunnen liegt auf der rechten Hangseite im Tal der Lochau nördlich von Alladorf, direkt an der Kreisstraße KU 7, auf etwa 450 m ü. NN. Das Quellwasser entspringt den Felsen des Oberen Jura und sammelt sich in einem Becken. Die mittlere Schüttung beträgt 50 l/s und kann stark variieren. Der dort entspringende Bach unterquert die Straße und mündet nach ungefähr 50 m in die deutlich wasserärmere Lochau.
Die Karstquelle Weihersbrunnen ist vom Bayerischen Landesamt für Umwelt als wertvolles Geotop (Geotop-Nummer: 477Q001) ausgewiesen.